# اسپرنگ ولی (ایلینوی)
اسپرنگ ولی، ایلینوی (به انگلیسی: Spring Valley, Illinois) یک شهر در ایالات متحده آمریکا با جمعیت ۵٬۵۵۸ نفر است که در ایلی‌نوی واقع شده‌است.